# Mazzolini (famiglia)
I Mazzolini sono un'antichissima famiglia aristocratica, di origine germanica, che esercitò attività politica in diverse città del Nord Italia, in particolar modo in Romagna, sin dal 1200.

## Origini
Il primo riferimento è datato al finire del X secolo quando l'Imperatore Ottone III di Sassonia, su richiesta di papa Gregorio V, inviò a Tivoli il suo duca Mazzolinus come rettore della città per sedarvi una rivolta che il Pontefice non riusciva a domare.
Il duca si recò a espletare l'incarico conferitogli con il suo seguito che comprendeva la presenza della madre, appartenente a un ramo di una importante famiglia aristocratica romana, la cui influenza locale poteva essere d'utilità per la buona riuscita della sedazione della rivolta. Il Duca Mazzolinus venne catturato e ucciso dai rivoltosi ma la madre, su intercessione del monaco Romualdo di Camaldoli fondatore dell'Ordine dei Camaldolesi e canonizzato nel 1595, concesse il suo perdono all'assassino del figlio e lo fece liberare come segno di pacificazione e con l'intento di promuovere la pace sociale.
In Nord Italia, nella fattispecie in Romagna, diverse famiglie della aristocrazia d'alto rango che si inurbarono nel Duecento per assumere ruoli di governo politico delle rinate città provenivano da rami di famiglie aristocratiche germaniche.
Cinque di queste sei famiglie erano collegate per linee parentali dirette o indirette a famiglie dell'alta aristocrazia franca/germanica: gli Este alla famiglia Obertenghi, i Da Polenta e i Geremei a Geremias o Jeremihas, Duca di Koln (l'attuale Colonia in Germania), gli Ordelaffi legati a Berengario I di Carolingia memoria e i Mazzolini alla famiglia GrosserStein, nome che trae origine da una località al confine tra Renania-Vestfalia e Sassonia, famiglia estintasi attorno al XI secolo e legata alla casata dei Welfen (Casata di Sassonia).

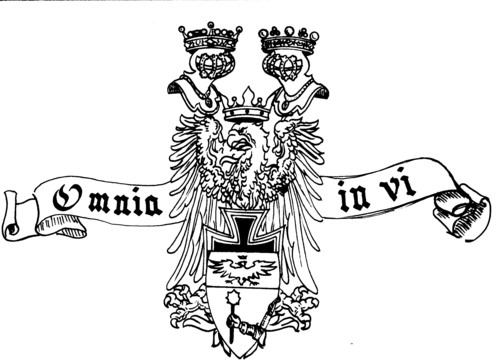
Stemma con uno dei due motti della famiglia, "sostegno" dell'aquila Sassone, la croce dei Cavalieri dell'Ordine Teutonico, la corona di patrizio, e gli elmi e le corone comitale e comitale-palatina

## Storia dal Duecento alla fine del Settecento

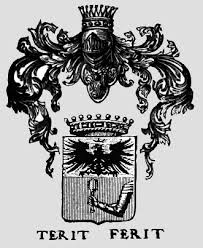
Stemma con uno dei due motti della famiglia

Dopo la prima comparsa sulla scena politica a cavallo tra X e XI secolo non troviamo più tracce in tal senso, per lo meno nelle documentazioni sinora note, a parte un Guido Cavaliere dell'Ordine di San Giacomo nel anno 1070, sino all'anno 1234 ove ritroviamo un altro Guido, figlio di Raule, come podestà di Bologna (questi due nomi ricorreranno spesso in successione nella Casata in quel secolo).
Da notare che la famiglia in questo periodo storico accettò quasi esclusivamente cariche podestarili nelle varie città. A tal proposito, come eccezione che conferma la regola, troviamo nel 1265 un congiunto di Guido, Offreduccio detto "l'Alemanno" (per evidenziarne l'antica germanica origine), cavaliere dell'Ordine Teutonico, come capitano del popolo della città di Bologna, chiamato a rivestire questo incarico dalla potente famiglia ghibellina bolognese dei Lambertazzi.
Il figlio del Guido di cui sopra, anch'esso di nome Raule, lo ritroviamo poi Podestà di Modena nel 1289 e poi Podestà di Mantova nel 1290 e nel 1291. Alla città di Mantova, peraltro, la famiglia dette un'altra carica di governo e questo nella persona di Paolo, Podestà nel 1260.
Quest'ultimo Raule ebbe un ruolo molto importante nel predominio politico che la famiglia ebbe sulla città di Cesena per alcuni decenni a cavallo tra il Duecento e il Trecento nel tentativo di realizzazione di una signoria stabile su questa città, tentativo che naufragò a seguito della morte di papa Bonifacio VIII, il quale sorresse sino alla sua morte la famiglia nel perseguimento di questo obiettivo, avendo il Pontefice l'intento di contrastare adeguatamente l'espansionismo della famiglia dei Malatesta, signori di Rimini.
Sempre in Romagna si registra nel 1241 Giovanni Cavaliere dell'Ordine degli Ospitalieri di Gerusalemme (denominatosi poi Sacro Sovrano Militare Ordine di Malta) oltre che, sempre nei primi decenni del Duecento, un Paolo come vescovo di Cesena e questo a indicare una sempre più accentuantesi presenza politica sul territorio.

### Il predominio politico su Cesena e il progetto di Signoria
Nella seconda metà del Duecento la famiglia, considerata dagli storici la più potente della città di Cesena, primeggiava tra le altre potenti famiglie degli Artechini, dei Calisesi - altra nobilissima famiglia di origine germanica - e degli Ubertini, e iniziò a impegnarsi politicamente per raggiungere un dominio stabile che potesse dar luogo alla creazione di una signoria.
Il Raule di cui sopra (già menzionato come Podestà di Mantova e Modena) unitamente ai suoi congiunti, si alternarono in quel periodo nell'appartenenza ora alla parte Guelfa ora a quella Ghibellina e tale atteggiamento altalenante non era estraneo al tempo alle famiglia d'alto rango in quanto, al di là della strategia politica del momento, tale passaggio dall'una all'altra fazione non risultava difficile in quanto non era una famiglia a trarre prestigio e beneficio dall'appartenenza ad una delle due parti ma erano le parti Guelfa o Ghibellina a trarre prestigio e profitto dall'avere ai propri rispettivi vertici una famiglia prestigiosa.
Nel 1275, dopo la sconfitta dei Bolognesi ad opera dei Cesenati guidati dal ghibellino Guido da Montefeltro (molto influente sulla città di Cesena), il Raule era a capo di coloro che erano stati messi al bando dalla città e che ora vi facevano rientro tra molti onori. In tali anni il Raule si avvicinò molto alla posizione dei Montefeltro unitamente a Maghinardo Pagani da Susinana il quale nel 1275 fu investito podestà di Faenza e l'anno successivo, il 1276, fu il Raule stesso ad assurgere alla carica di Podestà di Faenza a riprova del consolidato rapporto di reciproca collaborazione politica con i Montefeltro.

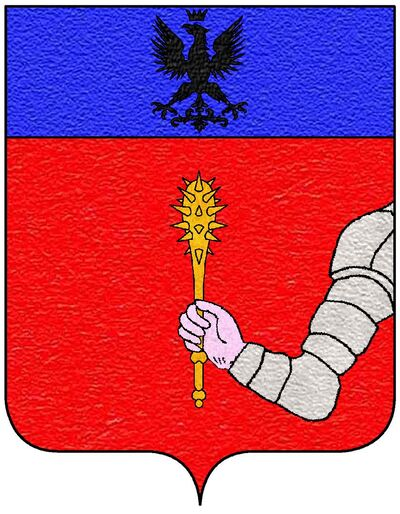
Blasone della Famiglia:" Braccio destro armato uscente da destra al naturale afferrante con la mano di carnagione una mazza di oro in palo su rosso - aquila coronata di nero su azzurro in capo"

È significativo che proprio durante la podestaria del Raule i Faentini appoggiarono i Montefeltreschi nell'opera di distruzione di alcuni possedimenti nella valle del Marecchia appartenenti a personalità invise alla famiglia dei Montefeltro. 
Nell'anno successivo, il 1277, la famiglia si spostò improvvisamente sul lato guelfo: in questo anno le più potenti famiglie Guelfe di Romagna si recarono a Roma per "consegnare" politicamente a papa Niccolò III Bologna e la Romagna; a tale importante ambasciata partecipò anche Guido, uno dei figli del Raule di cui sopra, come testimonianza e segnale tangibile del cambiamento di atteggiamento politico della famiglia.
La strategia della famiglia e del Raule in particolare, era quella di spegnere l'influenza dei Montefeltro sulla città di Cesena per instaurarvi una propria Signoria ed a tal fine avvicinarsi temporaneamente ai Malatesta di Rimini oltre che, nello stesso tempo, ricevere l'appoggio del Papato (che arrivò con l'elezione al Soglio di Benedetto Caetani, Papa Bonifacio VIII) per la costituzione di una Signoria su Cesena proprio in quanto il Papato desiderava limitare le mire espansionistiche dei Malatesta stessi.
Il gradimento di parte guelfa per tale cambiamento di posizione non tardò ed arrivare e, a suggellarlo formalmente, vi fu una cerimonia d'investitura in pompa magna a Cesena: nel 1289, presso la cattedrale arcivescovile, alla presenza del vescovo di Cesena, dell'arcivescovo di Ravenna e del vescovo di Rimini, il Rettore di Romagna Stefano Colonna investì il Raule Cavaliere dell'Ordine di Santa Maria di Gerusalemme (comunemente detto Ordine dei Cavalieri Teutonici); al termine della cerimonia il Raule, con il suo seguito, parti per Modena per ricoprirvi la carica di Podestà.
L'avvicinamento ai Malatesta in funzione di contrasto nei confronti dei Montefeltro si espresse nel 1292 quando la famiglia favorì l'investitura di Malatestino dall'Occhio Malatesta a Podestà di Cesena. Questo atteggiamento politico scatenò una asprissima lotta tra le fazioni Guelfa e Ghibellina e indusse il rettore di Romagna, Ildebrandino da Romena a sospendere la podestaria di Malatestino Malatesta e a far esiliare dalla città i capi dei due schieramenti in lotta, tra cui il Raule, suo nipote Guido, il loro congiunto Mazzone e Rodolfino dei Calisesi. Questo provocò nella famiglia un sentimento di forte avversione nei confronti del rettore Ildebrandino e favorì il recupero della podestaria a Malatestino Malatesta che, come primo atto, fece rientrare in città sia il Raule, con i suoi congiunti, che Rodolfino dei Calisesi.
Nello stesso anno altre città romagnole si erano ribellate al rettore papale Ildebrandino e questo portò la famiglia Guelfa bolognese dei Geremei a contattare Guido Mazzolini, nipote di Raule, per convincere le città romagnole ad accettare Bologna come mediatrice nei confronti del Rettore e partecipare ad una giunta, accompagnato da Maghinardo dei conti di Cuino e Baciacomare dei Baciacomari, questi ultimi esponenti Ghibellini e Guelfi, per addivenire ad una soluzione del contrasto, riconoscendo alla famiglia un ruolo di punto di riferimento sia per la parte Guelfa che per quella Ghibellina.
In accordo con questo atteggiamento "super partes", il Raule, nel 1298, accettò la carica di Capitano del Popolo nella città di Forlì, quando la stessa si consegnò alla parte Ghibellina e, tre anni dopo nel 1301, lo indusse a capeggiare una rivolta Guelfa nella città di Cesena, a cacciare il Podestà di quell'anno (Federico da Montefeltro) unitamente a Uguccione della Faggiuola e Zappettino degli Ubertini e ad aprire le porte al nuovo Rettore di Romagna, il cardinale Matteo d'Acquasparta, intimo amico quest'ultimo di un prozio di Raule, quel Paolo Mazzolini che fu Podestà di Mantova nel 1260. Come conseguenza di questa direzione politica, uno dei figli del Raule, Gherardo, fu eletto Podestà di Cesena ed agì prontamente contro i Montefeltro con la distruzione di Castel Vecchio.
L'elezione al soglio pontificio di Bonifacio VIII e l'intenzione di quest'ultimo di portare ordine nelle Romagne, fece mutare l'atteggiamento politico della Famiglia nei confronti dei Malatesta. Il nuovo papa, infatti, vedeva di buon occhio che la famiglia passasse dal primeggiare politico sulla città di Cesena ad una stabile Signoria e questo anche in funzione di un bilanciamento del potere dei Malatesta. 
Un nipote di Raule, anch'esso di nome Gherardo, alla fine del 1301 fu insignito, con breve papale, del Vicariato di Sant'Arcangelo di Romagna, cittadina proprio ai confini delle terre riminesi.
Da notare che il titolo di Vicario, in quel periodo storico, era una investitura che il potere Papale o Imperiale utilizzava per riconoscere "obtorto collo" il dominio di fatto di una determinata famiglia su una città o su un territorio, unitamente ad una contestuale formale dichiarazione di fedeltà (insita nel termine stesso di Vicario), da parte della famiglia che ne beneficiava, nei confronti del Papato o dell'Impero.
Per specificare, il vicariato era un titolo che al tempo veniva conferito a membri di famiglie che, pur risiedendo in territori di pertinenza della Chiesa di Roma, avevano di fatto dominio ed autorità su questi territori e l'investitura a vicario comportava il formale riconoscimento della autorità pontificia sugli stessi e un auspicato comportamento di fedeltà nei confronti del potere temporale della Chiesa di Roma.
Le condizioni per l'instaurazione della Signoria sulla città di Cesena erano maturate ed infatti vediamo in questi primi anni del 1300 la famiglia intestarsi congiuntamente le cariche di podestà, capitano del popolo e pretore, nelle persone di Gherardo, Guido, Mazzone e di un loro cugino bresciano, Mazzolino Mazzolini, (il quale portava così di nuovo alle cronache il nome del suo antenato, il duca Mazzolino). 
Era infatti questa, del riunire tutte le cariche comunali in mano ad un'unica famiglia, la prassi per trasformare un predominio politico su una città in effettiva Signoria assoluta.
La morte di papa Bonifacio VIII, avvenuta alla fine del 1303, fece precipitare la situazione. Cesena ed in generale la Romagna entrarono in una fase di forte turbolenza politica. 
La famiglia, che non aveva avuto il tempo di consolidare la nascente signoria, vide i potenti e vendicativi nemici esterni ed interni, vecchi e nuovi (Federico dei Montefeltro, Rodolfino dei Calisesi, Uguccione della Faggiuola, Bernardino Da Polenta e Scarpetta Ordelaffi) approfittarsene tosto, venuta meno la protezione papale "mortis causa".
La famiglia si trovò pertanto in grave difficoltà e venne bandita da Cesena e Forlì quando i Ghibellini Ordelaffi (per un certo periodo in passato loro alleati) consolidarono la loro Signoria su queste due città alla fine del primo decennio del "300, anche per mezzo del sostegno di quel Mazzolino Mazzolini di cui sopra che, vista la mal parata, tradì i suoi stessi congiunti schierandosi con i vincitori.
Altri membri della famiglia non mutarono atteggiamento politico e si allearono con i Manfredi di Faenza, Guelfi e acerrimi nemici degli Ordelaffi e tra questi vengono ricordati Figliuccio, Guidone e Garattone.
Spicca un episodio controcorrente: nel 1309, Bernardino Da Polenta proprio per tramite dell'appoggio di Gherardo Mazzolini e Tederico dei Calisesi, occupò Cesena e proprio in quell'anno il Gherardo venne investito delle cariche congiunte di Podestà e Capitano del Popolo e nell'anno successivo, il 1310, Nicola Caracciolo, Vicario del Rettore di Romagna Roberto d'Angiò venne chiamato per intermediare e perseguire una pacificazione tra le famiglie Mazzolini, Manfredi ed Accarisi, da un lato e Scarpetta Ordelaffi di Forlì, dall'altro.
La pacificazione con gli Ordelaffi, anche per tramite di una accorta politica matrimoniale finalizzata, da parte di questi ultimi, a non avere nemici potenti proprio nel momento del consolidamento della loro Signoria su Forlì e Cesena, porto il rientro della famiglia a Cesena, Forlì e Forlimpopoli. 
Un ramo della famiglia insediatosi a Forlimpopoli vi instaurò, con il favore degli Ordelaffi, "una sorta di feudale Signoria fuori tempo", come scrive lo storico Canestri Trotti a riprova, si può dire, della politica lungimirante ed accorta della famiglia Ordelaffi, instaurazione estemporanea che perdurò sino alla conquista di territori Romagnoli da parte dei Riario Sforza, nella seconda metà del "400.
La militanza guelfa della famiglia non si sopì comunque anche in quegli anni e, rimasta sotto traccia, riemerse prontamente trovando la famiglia tra i sostenitori del progetto di Cesare Borgia, detto "il Valentino", duca di Valentinois e figlio di papa Alessandro VI, al secolo Rodrigo Borgia, progetto di costruzione di un ducato di Romagna, vassallo della Chiesa di Roma.
A conferma di ciò nel 1495 Bernardo Mazzolini era fra i tre capi della congiura per l'assassinio del barone Feo, governatore degli Stati Romagnoli della famiglia Riario Sforza; la costituzione del Ducato di Romagna, con un ruolo di protagonisti, sarebbe stata sicuramente un'occasione per riportare la famiglia ai vertici della politica nelle Romagne.
Il progetto non vide la luce sia per un inadeguato sostegno di papa Alessandro VI, sia per la pressione sforzesca sulla regione.
Con papa Paolo III e con papa Pio V in particolar modo, la Chiesa riprese il controllo delle Romagne, latitante da quasi tre secoli, e questo portò ad una politica di "fidelizzazione" nei confronti di famiglie di antica schiatta che avevano avuto ruoli politici preminenti in Romagna al fine di prevenire rigurgiti di sovranità territoriale.
In questa guisa la famiglia, in suo ramo di Forlimpopoli, venne investita nella seconda metà del '500, del titolo di conte palatino. Si ha notizia da padre Arcangelo Brancaccio nel Panegirico XII dedicato a  San Felice da Cantalice di un Raimondo Mazzolini,  amico del Santo e presente a Roma proprio in quel periodo. 
Il titolo venne poi confermato alla famiglia nel 1782 con breve pontificio
La famiglia ebbe inoltre diversi patriziati sia a Forlì che a Cesena che a Forlimpopoli, oltre che un titolo comitale concesso da Vittorio Emanuele III di Savoia ad un ramo forlivese trapiantatosi in Roma nel secolo XVIII.
Tra le varie unioni matrimoniali con altre famiglie prestigiose, da segnalare quella con i Bonacolsi, signori di Mantova prima dei Gonzaga, con il matrimonio di Paolo (podestà di Mantova nel 1260 di cui sopra), con Fiordaliso Bonacolsi detta "Venerina" e quella con i Raineri di Salto già Conti di Bleda, antica aristocratica famiglia dell'appennino forlivese (famiglia che dette papa Pasquale II) quando nel 1715 Nicola Mazzolini sposò Olimpia Raineri di Salto.
Un ramo della famiglia si trasferì in Bologna, nei primi anni del Settecento, distinguendosi anche con proprio Blasone.

### Dal Seicento all'avvento di Napoleone Bonaparte

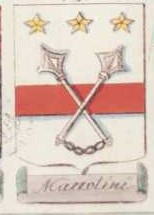
Stemma del ramo bolognese della famiglia, secolo XVII

Con la restaurazione e maggior centralizzazione del potere papale nelle Romagne, vari rami della famiglia si impegnarono nell'attività politica all'interno della novella struttura statuale pontificia.
In questi due secoli vi furono esponenti della famiglia che ricoprirono cariche di:
- Vicario Generale della Santa Sede
- Governatore pontificio (Domenico Mazzolini[31], 1666, regnante papa Benedetto XIII, legato pontificio Paolo Savelli, vice governatore Domenico Rinaldi)
- Carlo Mazzolini di Forlì fu giudice del Principato di Monaco, uditore di Rota in Bologna e Lucca, luogotenente civile della Legazione di Romagna, uditore di Camera del Cardinale legato di Romagna[32] (sotto il Cardinal Giulio Piazza forlivese che ebbe quell'incarico tra il 1714 e il 1718)
- Vescovo
- Arcidiacono

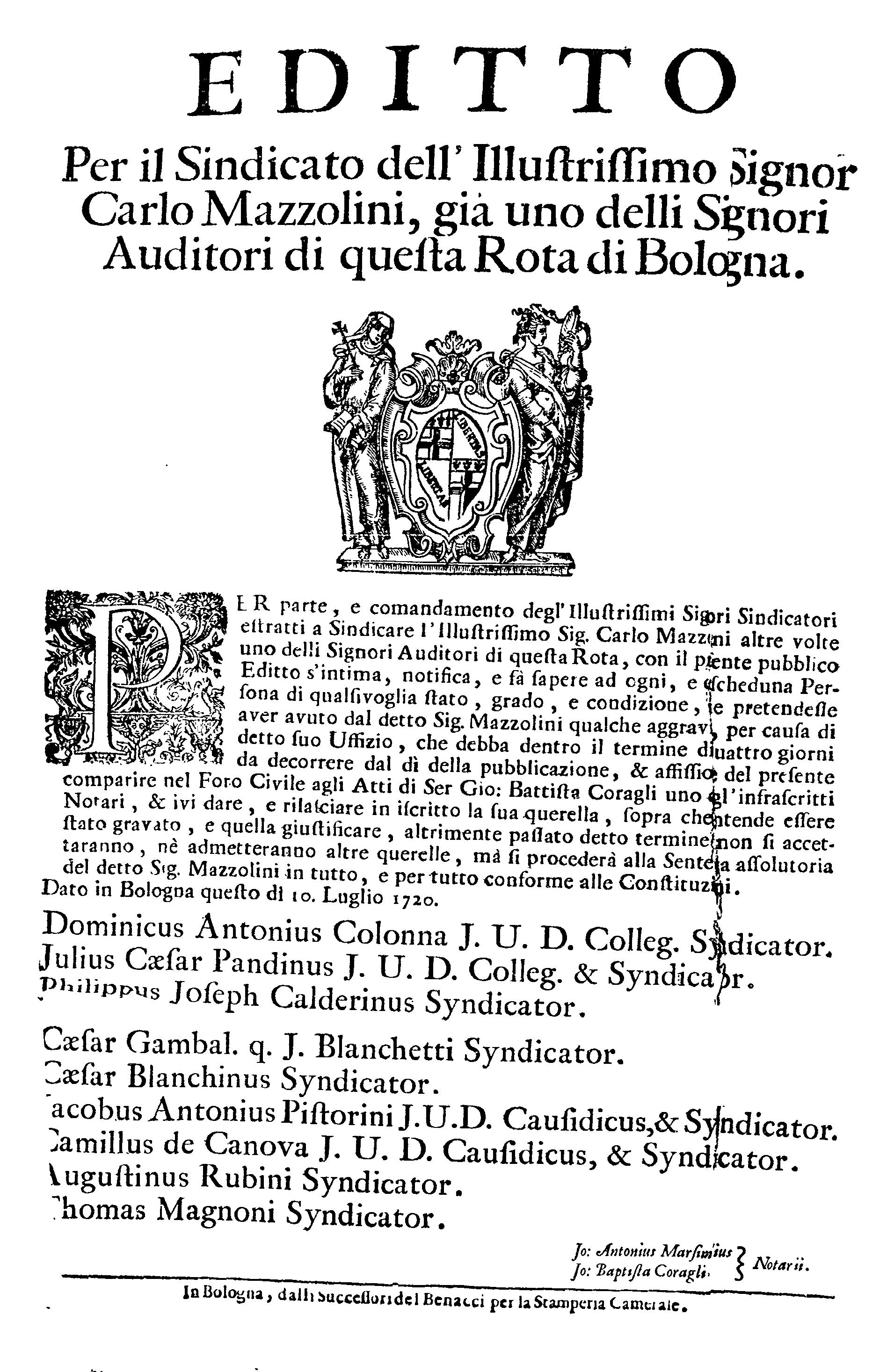

oltre che membri che s'illustrarono nelle lettere, nella musica e nel diritto.
Da notare Giovanni, del ramo romano sopracitato, che ebbe un ruolo molto rilevante nelle attività belliche di re Gioacchino Murat, cognato di Napoleone Bonaparte.
Un ramo della famiglia Mazzolini di Roma, lasciò l'Italia nella persona di Pietro Mazzolini (Roma, 1749 - Costantinopoli, 1796) figlio di Benedetto (Roma, 1724?-?) per Costantinopoli. Di là si spostarono attorno al 1828 in Grecia prima a Siro, poi a Salonicco e altre località. Il cognome in Grecia si è estinto. Alcuni rami sono rientrati in Italia nel secondo dopoguerra a Roma, in Liguria e in Lombardia. 